# Crenans
Crenans település Franciaországban, Jura megyében. Lakosainak száma 231 fő (2022. január 1.). Crenans Meussia, Charchilla és Moirans-en-Montagne községekkel határos.

## Népesség
A település népességének változása:
| Lakosok száma | 127  | 171  | 201  | 236  | 246  | 241  | 239  | 237  | 235  | 231  |
|               | 1968 | 1982 | 1990 | 2006 | 2013 | 2015 | 2017 | 2019 | 2020 | 2022 |